# Франсуа Н'Думбе
Франсуа Н'Думбе (фр. François Ndoumbé, нар. 30 січня 1954) — камерунський футболіст, що грав на позиції захисника.
Виступа за клуб «Юніон Дуала», а також національну збірну Камеруну.

## Клубна кар'єра
У дорослому футболі дебютував 1971 року виступами за команду «Юніон Дуала», кольори якої і захищав протягом усієї своєї кар'єри гравця, що тривала цілих п'ятнадцять років, вигравши по два чемпіонати і кубки Камеруну, а також два престижні континентальні трофеї — африканський Кубок чемпіонів та Кубок володарів кубків КАФ.

## Виступи за збірну
23 лютого 1972 року дебютував в офіційних матчах у складі національної збірної Камеруну на домашньому Кубку африканських націй проти Кенії (2:1). Загалом на тому турнірі Н'Думбе зіграв у всіх п'яти матчах, а команда здобула бронзові нагороди
Надалі складі збірної Франсуа був учасником чемпіонату світу 1982 року в Іспанії, де на поле не виходив. Також брав участь зі збірною у двох поспіль Кубках африканських націй — 1982 і 1984, і на другому з них, у Кот-д'Івуарі, здобув титул континентального чемпіона.
Згодом він був членом збірної на Олімпійських іграх 1984 року в Лос-Анджелесі, зігравши у всіх трьох матчах, але камерунці не вийшли з групи.
Загалом протягом кар'єри у національній команді, яка тривала 14 років, провів у її формі 49 матчів, забивши 4 голи.

## Титули і досягнення
- Чемпіон Камеруну: 1976, 1978
- Володар Кубка Камеруну: 1980, 1985
- Володар африканського Кубка чемпіонів: 1979
- Володар Кубка володарів кубків КАФ: 1981.
- Володар Кубка африканських націй: 1984